# Китайский кофе
«Кита́йский ко́фе» — американский независимый фильм 2000 года, экранизация пьесы Айры Льюиса. Был выпущен в Нью-Йорке в рамках кинофестиваля Трайбека. Это драма об отношениях двух друзей, которых сыграли Аль Пачино и Джерри Орбах. Пачино также стал режиссёром фильма, он был введен на фестиваль его давним коллегой Робертом Де Ниро.
Фильм почти полностью выстроен как разговор между двумя главными героями, это хроника дружбы, любви, потерь, юмора повседневной жизни. Долгое время фильм не был известен зрителям, Пачино позволил ему быть обнародованным только 19 июня 2007 на бокс-сете под названием «Аль Пачино: Актёрский взгляд», в который также входят фильмы «Местный стигматик» и «В поисках Ричарда».

## Сюжет
События фильма развиваются приблизительно в 1982 году в Гринвич-Виллидж, Нью-Йорк. Гарри — бедный, стареющий, неудачливый писатель, а теперь его ещё и увольняют с работы. Отчаянно нуждаясь в деньгах, он наносит визит своему другу Джейку — фотографу и такому же неудачнику, как и сам Гарри, в надежде собрать старый долг и забрать рукопись своей неопубликованной книги, которую он дал почитать Джейку, чтобы узнать его мнение. Их разговор затягивается на всю ночь.

## В ролях
- Аль Пачино — Гарри Левин
- Джерри Орбах — Джейк Менхейм
- Сьюзан Флойд — Джоанна, женщина Гарри
- Эллен МакЭлдафф — Мэвис, женщина Джейка